# Publio Petronio (augure)
Publio Petronio (in latino: Publius Petronius; 24 a.C. circa – dopo il 42) è stato un magistrato e militare romano, console dell'Impero romano.

## Biografia

### Origini familiari
Petronio faceva parte della gens Petronia, una famiglia di origine equestre proveniente dall'Etruria-Umbria che era salita alla ribalta sotto Augusto. Il nonno di Petronio, l'eques Publio Petronio, era stato prefetto d'Egitto dal 25/24 a.C. al 22/21 a.C., compiendo importanti spedizioni vittoriose contro i Nubiani dell'Alto Nilo e lasciando ai nipoti dei possedimenti in Egitto. Il padre di Petronio era verisimilmente Publio Petronio Turpiliano, tresvir monetalis nel 19 a.C. e probabilmente proconsole pretorio di Betica negli ultimi anni del I secolo a.C. Questi aveva avuto come figli Publio Petronio e Gaio Petronio, console suffetto nel 25.

### Carriera sotto Tiberio
Di Petronio, cooptato augure nel 7, non sono noti gli inizi della carriera politica. Il primo incarico attestato è direttamente il consolato, ricoperto come suffetto da luglio a dicembre del 19 insieme a Marco Giunio Silano Torquato, affiliato alla casa imperiale in quanto marito della bisnipote di Augusto Emilia Lepida. Sono noti alcuni provvedimenti intrapresi da Silano e Petronio come consoli: da una parte, è attestata una lex Iunia Petronia, che stabiliva che, in caso di parità di voti a favore e contro la libertà dei liberti manomessi, dovesse prevalere il voto a favore della libertà; dall'altra essi dovettero fare i conti con la notizia della morte di Germanico, proclamando un iustitium il 10 dicembre e un primo senatusconsultum sugli onori da tributare al defunto poco dopo il 16 dicembre, mentre i preparativi per l'emanazione della lex de honoribus Germanici Caesaris furono affidati ai consoli designati per l'anno successivo.
In seguito, Petronio è citato in uno spiacevole episodio datato alla fine del 21: in casa proprio di Petronio il cavaliere Clutorio Prisco, che era stato premiato per un componimento poetico di lamentazione per la morte di Germanico, si esibì al cospetto della suocera di Petronio, Vitellia, e di altre nobildonne, declamando un nuovo poema scritto in lamentazione della prevista, ma non avvenuta, morte del gravemente malato Druso minore. Nonostante la testimonianza contraria di Vitellia e l'orazione clemente, sostenuta da Gaio Rubellio Blando, di Marco Emilio Lepido in senato, Clutorio fu condannato a morte per laesa maiestas su proposta di Decimo Aterio Agrippa, tra svariate dichiarazioni ambigue del lontano Tiberio.
L'incidente però non comportò disagi per Petronio. Probabilmente nel 29, egli fu estratto a sorte per sostituire lo stesso Lepido nell'importante incarico di proconsole d'Asia, che mantenne per sei anni fino all'arrivo del successore Marco Aurelio Cotta Massimo Messalino nel 35, un lungo mandato parallelo al sessenne proconsolato d'Africa ricoperto dal suo ex-collega console Silano: del periodo del suo proconsolato sono giunte numerose monete e anche, per i primi tre anni, tre lettere da lui indirizzate alla gherousia di Efeso in cui confermava e rinnovava i beneficia decretati alla città da Augusto e Tiberio.
Al ritorno dall'Asia, Petronio fu scelto dai consoli del 36 per far parte della commissione di valutazione dei danni causati dal grande incendio dell'Aventino del 1º novembre di quell'anno: l'incarico non è di secondaria importanza, dal momento che gli altri quattro membri della commissione erano tutti progeneri di Tiberio (Gaio Rubellio Blando, marito di Giulia Livia; Gneo Domizio Enobarbo, marito di Agrippina minore; Lucio Cassio Longino, marito di Giulia Drusilla; Marco Vinicio, marito di Giulia Livilla).

### Fine carriera sotto Caligola e Claudio
Petronio dovette evidentemente rimanere nelle grazie della famiglia imperiale, dal momento che, forse già dal 37 o dal 38, fu nominato dal nuovo princeps Caligola legatus Augusti pro praetore della difficile provincia di Siria.
L'incarico di Petronio, già non semplice a causa della costante minaccia partica, fu reso ancora più spinoso dalle richieste del princeps. Questi, nel 39, ordinò a Petronio di installare nel Tempio di Gerusalemme, anche con la forza delle armi se necessario, una propria statua con le fattezze di Giove Ottimo Massimo. Petronio, pur titubante fin da subito a procedere per timore di scatenare una ribellione dei Giudei, in autunno con due legioni al seguito mosse verso Tolemaide di Fenicia, dove poi nell'inverno cercò vanamente di intavolare delle trattative con i Giudei; da lì si spostò con un piccolo seguito verso Tiberiade, in Galilea, dove trovò ad attenderlo decine di migliaia di Giudei, che scoprendosi il collo lo sfidarono a fare una strage e intrapresero un'interruzione volontaria di ogni attività per quaranta giorni, che preoccupò non poco Petronio per il rischio di carestia che avrebbe comportato; alcune autorità intorno al giugno del 40 esortarono allora Petronio a scrivere una lettera a Caligola riferendogli dell’intransigenza dei Giudei. Caligola, blandito da Erode Agrippa ma ignaro dell'epistola di Petronio, scrisse a questi di sua iniziativa una nuova lettera, esortandolo a tornare in Siria e a rinunciare all'introduzione della statua nel tempio nel caso in cui la statua stessa — che veniva realizzata senza fretta a Sidone — non fosse già stata eretta, ma nel contempo a vigilare sulla tolleranza dei Giudei nei confronti di quanti invece nell’area intendessero praticare il culto imperiale. Tutto fu però vanificato non appena arrivò, verso la metà di agosto del 40, la lettera inviata da Petronio: l'imperatore si sdegnò sia per l’ostinata fermezza dei Giudei, sia per l’esitazione di Petronio, e con un linguaggio ambiguo ordinò al legato di suicidarsi. Per fortuna di Petronio, ben giudicato da Filone di Alessandria e da Flavio Giuseppe, la lettera, con il suo contenuto terribile, a causa di un lungo periodo di ostacolo alla navigazione gli giunse solo dopo la morte di Caligola, che valeva ad annullare il tutto.
Ancora nel primo anno di regno di Claudio, succeduto al nipote Caligola, Petronio si trovava in Siria, dove si impegnò a prevenire un conflitto religioso tra Giudei e alcuni Greci che avevano collocato una statua di Claudio nella sinagoga di Dor, ma fu sostituito nel 42 da Gaio Vibio Marso. Dopo il suo rientro a Roma, di Petronio, definito da Seneca "vecchio commensale di Claudio e uomo eloquente nella lingua di Claudio", nulla più è noto: è chiaro, considerato il contesto oltremondano della citazione senecana ma anche l'età, che egli morì durante il principato del suo amico Claudio.

### Famiglia e discendenti
Petronio sposò Plauzia, figlia del console suffetto dell'1 a.C. Aulo Plauzio e di Vitellia, che era probabilmente sorella del procurator Augusti Publio Vitellio e prozia del futuro imperatore Vitellio; Plauzia era inoltre sorella di Aulo Plauzio, console suffetto nel 29, e di Quinto Plauzio, console ordinario del 36. Il legame con i Vitellii e i Plautii, con le loro molteplici diramazioni e connessioni (anche con la famiglia imperiale: Plauzia Urgulanilla fu la prima moglie di Claudio), fu senza dubbio un grande impulso alla carriera di Petronio. Figli o più probabilmente nipoti di Petronio e Plauzia furono Publio Petronio Turpiliano, console ordinario nel 61, e Petronia, moglie dell'imperatore Vitellio. Forse figlio adottivo di Petronio fu Gaio Petronio Ponzio Nigrino, console ordinario nel 37, anche se, considerando il nome, sembra più probabile che questi fosse figlio adottivo del fratello Gaio Petronio e quindi nipote adottivo di Petronio.